# Coro greco

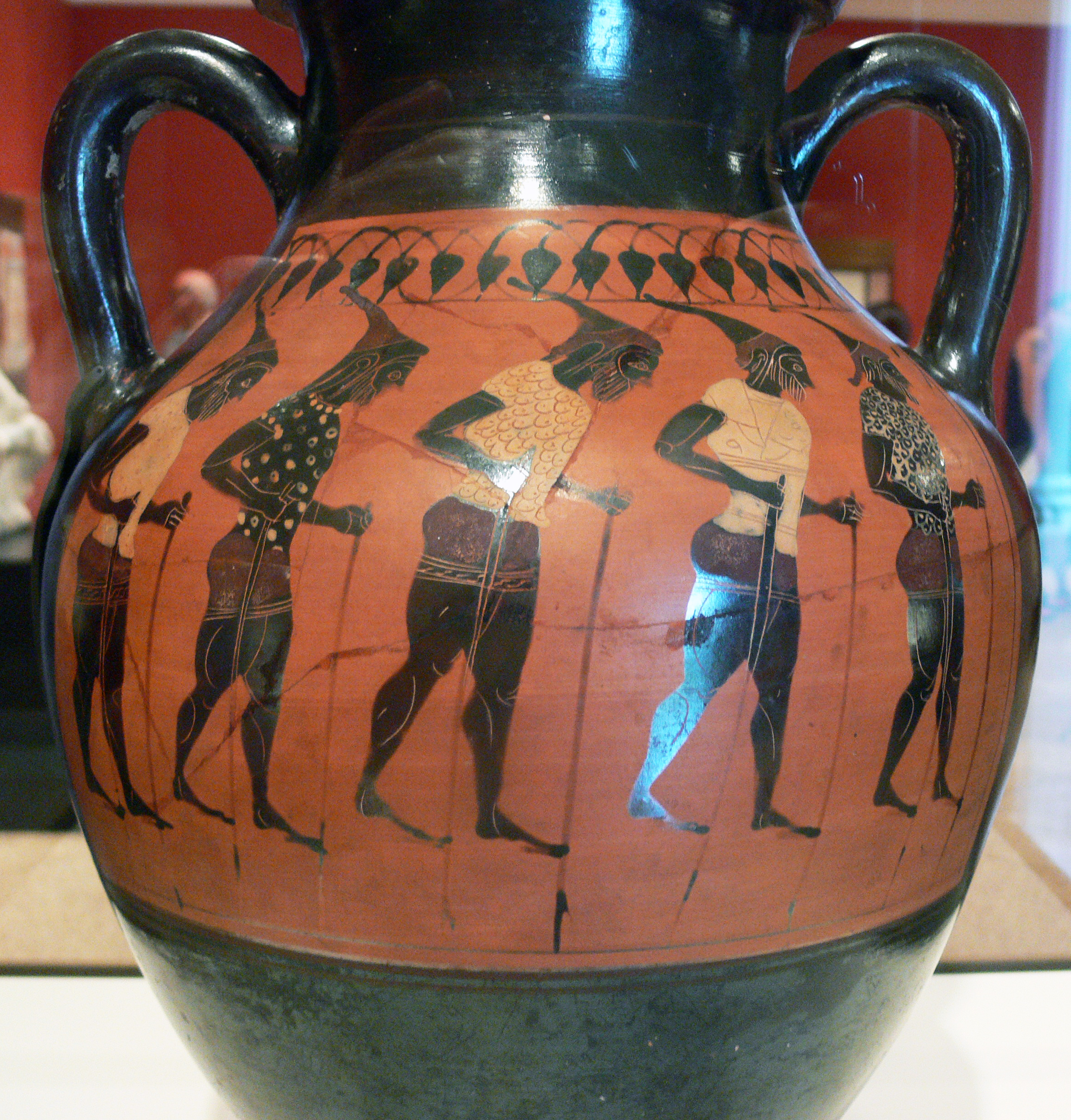
Vaso di terracotta raffigurante un coro di personaggi su trampoli (Museo Getty Villa)

Il coro greco (o semplicemente coro), nell'ambito del teatro greco antico, rappresenta un gruppo omogeneo di personaggi, che agisce collettivamente sulla scena insieme agli attori. Esso è presente in tutti e tre i generi teatrali dell'antica Grecia: tragedia, commedia e dramma satiresco. I membri del coro, detti corèuti, camminano o danzano all'unisono, commentano con canti ciò che avviene sulla scena e talvolta intervengono direttamente nell'azione. Il coro è guidato dal corifèo, che ne è il capo e talvolta dialoga con gli attori in rappresentanza di tutto il coro.

## Caratteristiche
Il coro rappresenta un personaggio collettivo, che partecipa alla vicenda tanto quanto gli attori stessi. Per esempio, nella tragedia Agamennone di Eschilo, esso è formato da un gruppo di anziani notabili di Argo; nelle Baccanti di Euripide esso è costituito appunto dalle sfrenate menadi, e nell'Elena dello stesso autore, il coro è formato da un gruppo di giovani schiave greche. In alcuni casi il coro è suddiviso in due semicori, come nella commedia Lisistrata di Aristofane.

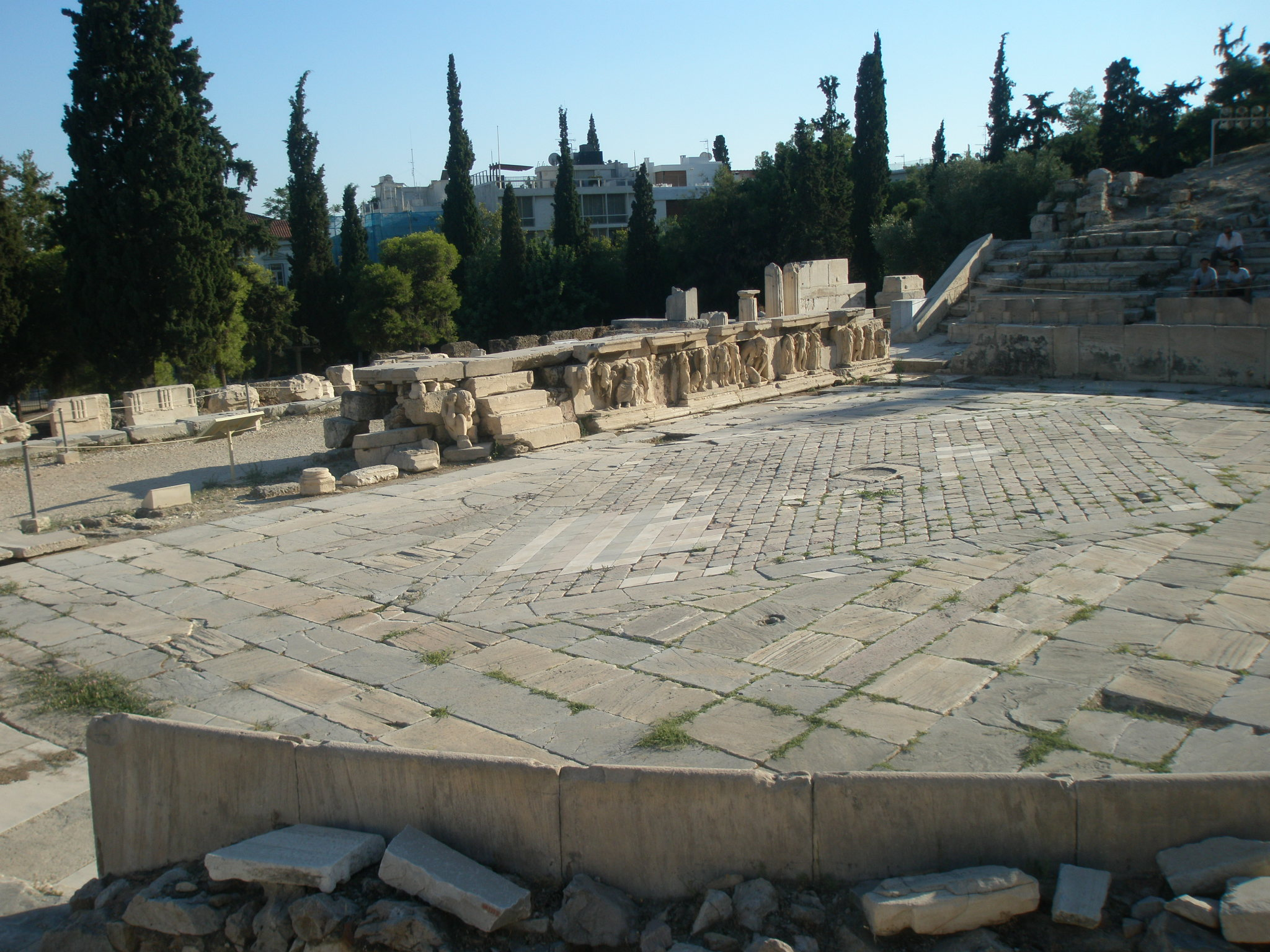
L'orchestra del teatro di Dioniso ad Atene, dove vennero messe in scena tutte le opere di teatro greco antico che conosciamo. Si vedono alcuni gradini che portavano al palco rialzato, ma è probabile che tale palco non ci fosse al tempo dei grandi tragici

Nel periodo ellenistico gli attori recitavano su un palco rialzato, mentre il coro stava nello spazio sottostante, detto orchestra. Tuttavia in precedenza, al tempo dei grandi tragici (V secolo a.C.), non è noto se tale palco fosse effettivamente presente, o se attori e coro recitassero insieme nell'orchestra; gli studiosi sono divisi a tal proposito, anche se sembra più probabile che attori e coro recitassero nello stesso spazio, viste le numerose occasioni in cui essi si avvicinano tra loro o escono dalle stesse uscite. Il coro entrava nell'orchestra all'inizio dello spettacolo dalle parodoi (o eisodoi), due corridoi coperti posti tra le gradinate del pubblico e l'orchestra, per poi restare nell'orchestra stessa per tutta la durata della rappresentazione. Durante le parti riservate agli attori è probabile che il coro restasse ai margini dell'orchestra, mentre durante la parodos (il canto di ingresso) e i cosiddetti stasimi esso eseguiva canti e danze.
Il numero dei componenti del coro era di dodici nella tragedia, poi portato a quindici da Sofocle, e ventiquattro nella commedia. I coreuti portavano la maschera e un costume (come del resto anche gli attori), più o meno vistosi ed elaborati a seconda dei personaggi rappresentati, che potevano essere persone comuni, eroi mitologici o, nel caso della commedia, anche animali o entità ultraterrene. Peculiare era il caso del dramma satiresco (il terzo tipo di opera teatrale nell'antica Grecia oltre alla tragedia e alla commedia), in cui il coro era sempre composto da satiri dal comportamento comico, in quanto caratterizzato da pavidità, smargiasseria, golosità.
Il testo delle parti scritte per coro e attori presenta una differenza sostanziale: mentre le parti per gli attori sono scritte in trimetri giambici e sono prive di accompagnamento musicale, quelle del coro erano cantate in metri lirici e accompagnate dalla musica dell'aulos. Il coro poteva anche accompagnare i canti con danze e movimenti coordinati.

## Evoluzione nel tempo

### L'origine
Il coro fu il nucleo attorno al quale si svilupparono la tragedia e la commedia. Esso trae la sua origine, verosimilmente, da canti corali che venivano eseguiti precedentemente alla nascita del teatro. Scrive Aristotele nella Poetica che la tragedia nacque dall'improvvisazione, e precisamente "da coloro che intonano il ditirambo", un canto corale in onore di Dioniso. Agli inizi queste manifestazioni erano brevi e di tono burlesco, perché tale coro era composto da satiri; poi il linguaggio e gli argomenti si fecero man mano più gravi. Questa informazione è completata da un passo delle Storie di Erodoto e da fonti successive, in cui si afferma che l'inventore del ditirambo fu il lirico Arione di Metimna.
Gli studiosi hanno formulato una serie di ipotesi riguardo al modo in cui si sia compiuta, nel VI secolo a.C., l'evoluzione dal ditirambo alla tragedia. Pur con numerose incertezze e dubbi, in generale si ritiene che gradualmente il corifeo abbia cominciato a differenziarsi dal resto del coro, distaccandosene e cominciando a dialogare con esso, diventando così un vero e proprio personaggio. Questo dialogo tra il coro e il personaggio sarebbe dunque alla base della nascita del teatro. Ecco dunque che a partire da un canto epico-lirico, nacquero gradatamente le prime rappresentazioni teatrali. Mentre nasceva e si strutturava la tragedia vera e propria, lo spirito più popolare dei riti e delle danze dionisiache sopravvisse nel dramma satiresco. Quanto alla commedia, il suo coro nacque alcuni decenni dopo la tragedia dal kòmos, il corteo associato alle falloforie (feste di fertilità che si svolgevano per la semina ed il lavoro nei campi) e alle ritualità simposiache, divenendo la controparte comica del coro tragico.

### La graduale scomparsa
Essendo alla base della nascita del teatro, nelle opere più antiche il coro ha un'importanza fondamentale e interagisce spesso con gli attori (basti pensare alle tragedie di Eschilo, come Le supplici o I sette contro Tebe). Col passare del tempo però esso andò sempre più defilandosi, tanto che nelle ultime tragedie di Euripide il coro è spesso del tutto avulso dall'azione. Nelle Fenicie o nell'Elena, ad esempio, il coro è composto da donne che nulla hanno a che vedere con la vicenda e si limitano a osservarla e commentarla. Tale tendenza viene stigmatizzata da Aristotele nella Poetica:
(Poetica, 18, 1456a)
In effetti, ai tempi delle prime tragedie di Eschilo c'era un solo attore, ed il coro era ancora l'elemento più significativo della rappresentazione. In seguito, nel corso di pochi decenni, si aggiunsero prima un secondo attore, e poi un terzo, poiché la loro importanza diventava sempre maggiore e il numero di personaggi nelle opere tendeva ad aumentare. Parallelamente, l'importanza del coro e lo spazio ad esso dedicato andarono progressivamente diminuendo, fino alla completa scomparsa, sostituito da intermezzi fatti di canti e balli generici, intercambiabili tra uno spettacolo e un altro. Ciò avvenne gradualmente a partire dalla fine del V secolo a.C. Per la tragedia il primo a usare il coro in questo modo fu Agatone (che è appunto di fine V secolo a.C.), di cui non ci è purtroppo rimasta nessuna opera. Per la commedia invece già nelle ultime opere della commedia antica che conosciamo (Le donne al parlamento e il Pluto di Aristofane del 391 e 388 a.C.) la parte riservata al coro è fortemente ridotta. Poco più di mezzo secolo dopo, nella commedia nuova, la scomparsa del coro è ormai definitivamente acquisita.